# Складчатые горы

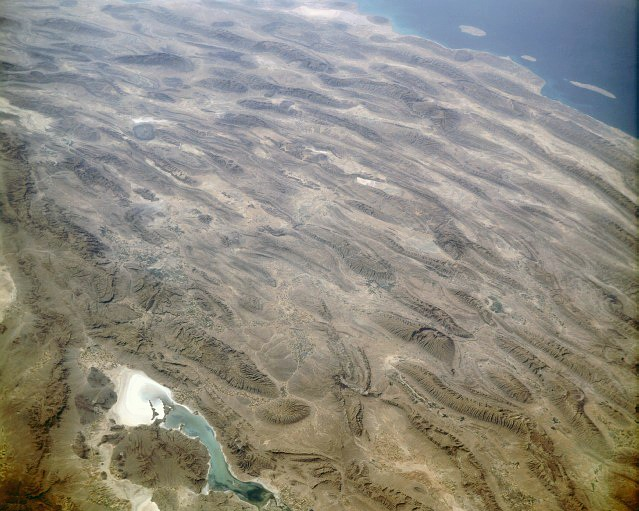
Загрос — массивное складчатое нагорье. Фотография из космоса.

Складчатые горы — горы, основные орографические элементы которых на ранних стадиях развития соответствуют складчатым деформациям при подчиненной роли разрывных нарушений. Относятся к эпигеосинклинальным горам, которые возникают на месте геосинклинальных систем.
Складчатые горы — первичные поднятия при изгибе земных слоев тектоническими движениями преимущественно в геосинклинальных областях, в океанических глубинах. На суше складчатые горы — явление редкое, так как при подъеме над уровнем моря складки горных пород теряют пластичность и начинают разламываться, давать трещины со смещениями и нарушением идеальной складчатости последовательного и непрерывного чередования синклиналей и антиклиналей. Типичные складчатые горы сохранились лишь отдельными участками в Гималаях, Центральном Копетдаге, Дагестане, то есть в горных системах, возникших в эпоху альпийской складчатости.